# Özalp

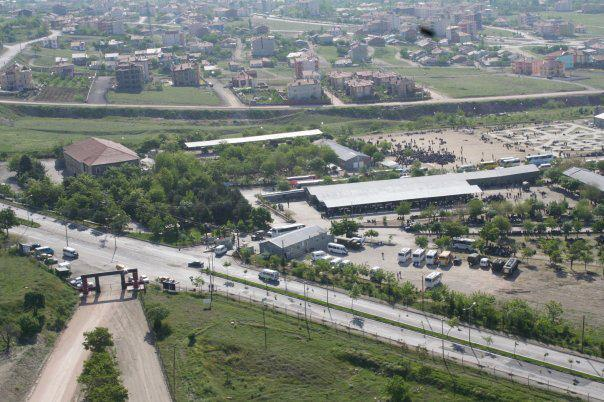
A view from Özalp district

Özalp  (en kurde Qerqelî), est un district et une ville de Turquie, située dans la province de Van, à 61 kilomètres de la préfecture Van. En 2000, la population du district s'élève à 89 000 habitants et celle de la ville seule à 6 897 habitants.